# Голубов, Анатолий Емельянович
Анато́лий Емелья́нович Го́лубов (29 апреля [12 мая] 1908, Новомарковка, Кантемировский район — 29 января 1978, Москва) — советский лётчик-ас истребительной авиации в годы Великой Отечественной войны. Герой Советского Союза (29.06.1945). Генерал-майор авиации (31.05.1954).

## Биография
Родился 16 (29) апреля 1908 года в деревне Новомарковка (ныне — Кантемировского района Воронежской области) в крестьянской семье. Русский.
Окончил 10 классов школы. С 1922 по 1925 год работал у зажиточных крестьян пастухом, батраком. С 1925 по 1927 год работал на заводе «Охра» на станции Журавка в Кантемировском районе конюхом, рабочим шаровой мельницы, старшим рабочим селектора, помощником машиниста. С октября 1927 года по декабрь 1929 года трудился в городе Шахты Ростовской области на угольных рудниках — имени Октябрьской революции и 1-м государственном — грузчиком, отбросчиком породы, крепильщиком, забойщиком.
В 1930 году был призван в Красную Армию. Окончил полковую школу 25-го артиллерийского полка 25-й стрелковой Чапаевской дивизии. Служил командиром орудия, помощником командира огневого взвода. Одновременно окончил 6-месячные курсы по подготовке в среднюю школу. Член ВКП(б)/КПСС с 1931 года.
В августе 1932 года был зачислен курсантом в 3-ю военную объединённую школу техников и пилотов в Перми, откуда в мае 1933 года был переведён в 8-ю Одесскую военную школу лётчиков. Окончил ей в ноябре 1933 года и затем был оставлен в этой школе — служил в ней до декабря 1936 года лётчиком-инструктором. С января 1937 по октябрь 1940 — командир отряда 2-й Борисоглебской военной школы лётчиков. С декабря 1940 по июнь 1941 года учился на оперативном факультете по подготовке командиров полков при Военно-Воздушной академии.
По завершении учёбы назначен начальником курсов по подготовке командиров звеньев при формировавшейся 67-й истребительной авиационной дивизии; одновременно исполнял обязанности помощника командира полка. В связи с прекращением формирования дивизии в сентябре 1941 года, Голубов был направлен на Ленинградский фронт на должность помощника командира 523-го истребительного авиационного полка. Полк на истребителях ЛаГГ-3 принимал участие в боевых действиях с 2 октября по 26 декабря 1941 года в составе 3-й резервной авиагруппы, находившейся в подчинении 54-й армии.Участвовал в Тихвинской оборонительной и Тихвинской наступательной операций, действуя в районе Волхова и Войбокало. С 3 декабря 1941 года находился в оперативном подчинении ВВС Балтийского флота, выполняя задачи по прикрытию с воздуха кораблей и объектов флота. С января по июнь 1942 года находился в тылу на переформировании. В феврале 1942 года майор А. Е. Голубов был назначен командиром этого полка. Затем полк вернулся на фронт и передан в состав 234-й истребительной авиационной дивизии (1-я воздушная армия, Западный фронт). Участвовал в первой Ржевско-Сычёвской операции и в иных боях Ржевской битвы, где летом 1942 года воздушные бои отличались размахом и ожесточением. Там открыл счёт своих подтверждённых побед и сам командир полка, за день 14 августа 1942 года сбив в нескольких боях сначала истребитель Ме-109, а затем двухмоторный разведывательный самолёт Fw-189.
28 декабря 1942 года назначен командиром 18-го гвардейского истребительного авиационного полка 303-й истребительной авиационной дивизии (1-я воздушная армия, Западный фронт). После завершения формирования полк вступил в бой в феврале 1943 года, сражаясь на истребителях Як-7б. В сентябре 1943 года полк был перевооружен на истребители Як-9. Участвовал в Ржевско-Вяземской наступательной операции, в Курской битве, в Смоленской и Оршанской наступательных операциях. За отличия в боях полк был удостоен почетного наименования «Витебский», был награждён орденами Красного Знамени (23.10.1943) и Суворова III степени (23.07.1944), был представлен ко второму ордену Красного Знамени. 18-й гвардейский Витебский Краснознамённый ордена Суворова III степени истребительный авиационный полк в период командования гвардии майора, а впоследствии гвардии подполковника Голубова в ноябре 1942 года принял в свой состав первую группу французских лётчиков, объединённых в 4-ю эскадрилью, названную «Нормандия». Впоследствии на базе этой эскадрильи в 1943 году сформирован отдельный полк «Нормандия-Неман». В начале Белорусской наступательной операции, 28 июня 1944 года при выполнении разведывательного вылета, был атакован двумя немецкими истребителями Ме-109 и сбил один из них, но при возвращении к своим при пересечении линии фронта на малой высоте был подбит огнём зенитной артиллерии и совершил вынужденную посадку, получив тяжёлые травмы, переломы, сотрясение мозга и ожоги. После длительного лечения вернулся в полк только в начале октября 1944 года и, хотя и ходил с тросточкой, но продолжил выполнять боевые вылеты.
В январе 1945 года гвардии подполковник А. Е. Голубов был выдвинут на повышение и назначен заместителем командира 303-й истребительной авиационной дивизии. В январе-апреле 1945 года вёл боевую работу в Восточно-Прусской наступательной операции. На этом посту встретил Победу.
Анатолий Голубов к 15 апреля 1945 года совершил 355 успешных боевых вылетов, в 43 воздушных боях сбил 10 самолётов противника (по данным наградного листа на присвоение звания Героя Советского Союза; по данным книги М. Ю. Быкова «Победы сталинских соколов» сбил 8 самолётов лично и 2 в группе; а по данным его же позднейшего труда «Все асы Сталина» — сбил 7 самолётов лично, остальные победы не подтверждаются какими-либо оперативными и отчетными документами; в популярной литературе нередко встречаются утверждения о 14 личных победах А. Е. Голубова). Полк за период командования им А. Е. Голубевым выполнил 5190 успешных боевых вылетов, провел 279 воздушных боёв, в которых сбил 220 самолётов противника.
Указом Президиума Верховного Совета СССР от 29 июня 1945 года за умелое командование полком, мужество и героизм, проявленные в воздушных боях, Голубову Анатолию Емельяновичу присвоено звание Героя Советского Союза с вручением ордена Ленина и медали «Золотая Звезда».
До 9 мая 1945 года выполнил ещё 2 боевых вылета (их общее число стало 357), но встреч в воздухе с авиацией противника не имел. За годы войны летал на истребителях ЛаГГ-3, Як-7, Як-9 и Як-3.
После окончания войны А. Е. Голубов продолжал службу в Военно-воздушных силах. До 1946 года служил заместителем командира 303-й истребительной авиационной дивизии (Белорусско-Литовский военный округ), затем направлен на учёбу в академию. В 1949 году окончил Высшую военную академию имени К. Е. Ворошилова. С 1955 года генерал-майор авиации А. Е. Голубов — в запасе.
Жил в Москве. Умер 29 января 1978 года. Похоронен на Кунцевском кладбище Москвы.

## Награды
- Герой Советского Союза (29.06.1945)
- Орден Ленина (29.06.1945)
- Четыре ордена Красного Знамени (23.07.1942, 19.02.1944, 15.06.1944, 19.11.1951)
- Орден Суворова 3-й степени (12.02.1944)
- Орден Александра Невского (24.03.1945)
- Орден Красной Звезды (6.11.1945)
- Медаль «За боевые заслуги» (3.11.1944)
- Медаль «За взятие Кенигсберга»
- Другие медали
- Награды иностранных государств

## Отзывы сослуживцев
Голубов обладал огромным опытом, истинным лётным мастерством. Все ведущие воздушные бойцы полка — его воспитанники. Анатолия Емельяновича Голубова с полным основанием можно назвать командиром, обладавшим особой мудростью наставника. Глубокие теоретические знания тактики боя он умело сочетал с практикой.

О командире полка говорили по-разному. Одни видели в нём человека большой силы воли, отваги и мужества. Другие обращали внимание на большую требовательность, которая каким-то образом уживалась в нём с добротой и чуткостью в обращении с подчинёнными. Третьи говорили о его умении расположить к себе человека. И все они по-своему были правы. Анатолий Емельянович — человек многогранный: добрый, твёрдый и решительный; строгий, требовательный и мягкий; простой и сложный; мудрый и открытый. Быть может, именно этими гранями человеческого характера и привлекал он людей. Он пользовался в полку исключительным авторитетом. К советам и предложениям подчинённых прислушивался внимательно. Если требовалось, мог возразить, но делал это с должным тактом, доброжелательно. Грубых слов от него никто не слышал.— Гнездилов Ф. С. На высотах мужества. — Минск: Беларусь, 1987.

Однажды русские нам рассказывали о необычайном случае, приключившемся с полковником Голубовым, командиром 18-го гвардейского авиаполка. Во время преследования на бреющем полете «мессера» его самолёт загорелся, подбитый огнем зенитной артиллерии. В это время он летел со скоростью 400 километров в час. Голубов уменьшил скорость до 200, снизился, открыл фонарь кабины и выпрыгнул без парашюта из объятой пламенем машины.
— Он, конечно, погиб! — невольно вскрикиваем мы.
— Нет, он жив! — взволнованно говорит нам полковой врач, очевидец этого необыкновенного случая. — Голубов катился по земле более двадцати метров, потеряв сознание от страшного удара при падении.
Действительно, около полудня перед застывшими в строю летчиками 18-го полка и «Нормандии» приземляется «дуглас». Перед притихшим строем к самолёту проносят на носилках полковника Голубова с перевязанной головой. Когда носилки оказываются около нас, огромным усилием воли он заставляет себя приподняться на локтях. Глубокие складки избороздили его мертвенно-бледное лицо. У него повреждены тазовые кости, сломано пять ребер, трещины на черепной коробке, все тело в сплошных ссадинах. Слабым, едва слышным голосом он, словно пришелец с того света, произносит слова, которые я никогда не смогу забыть:
— Товарищи летчики 18-го полка и вы, наши друзья — французы из «Нормандии»… Я сожалею, что вынужден вас покинуть. Но очень скоро я вернусь и буду с вами до окончательной победы. Поклянитесь мне, что вы свято выполните ваш долг! До скорой встречи, друзья! Слава Красной Армии!
В один голос мы выкрикиваем:
— Клянемся!..

Через шесть месяцев полковник вернулся к нам. Было тяжело смотреть, как он ковылял по полю, словно собранный из разрозненных частей. Но едва он немного поправился, как сразу же вылетел на очередное боевое задание во главе 18-го полка, сдержав таким образом данное им слово. Он командовал нами до окончательной победы. Этот человек сумел победить даже смерть.— Жоффр Ф., де Нормандия-Неман. Воспоминания военного летчика / Перевод с французского Г. П. Загревского. — М.: Воениздат, 1960.

## Память
- Бюст установлен на Аллее Героев посёлка Кантемировка[8].
- Могила Голубова на Кунцевском кладбище является объектом культурного наследия[9].
- Имя своего командира увековечено в музее Боевой славы 18-го гвардейского Витебского дважды Краснознамённого орденов Суворова II степени и ордена почетного легиона штурмового авиационного полка «Нормандия-Неман», базирующегося на аэр. Галенки Приморского края.